# Tennant (Californie)
Pour les articles homonymes, voir Tennant.
Tennant est une census-designated place du Comté de Siskiyou  dans le nord de la Californie.
Sa population était de 63 habitants en 2000, et de 41 habitants en 2010.